# Akira Uchiyama

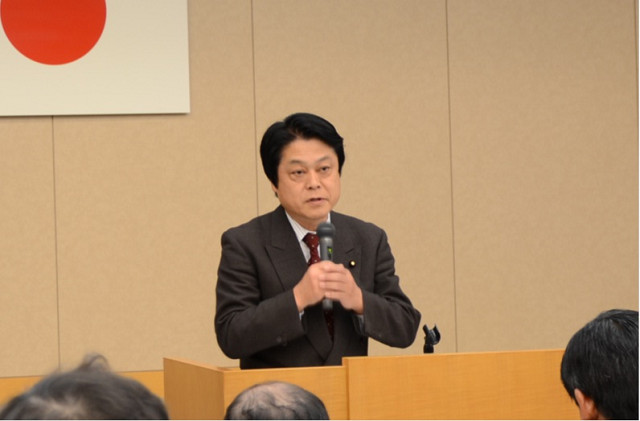
Akira Uchiyama

Akira Uchiyama (jap. 内山 晃 Uchiyama Akira; * 3. März 1954 in Kashiwa, Präfektur Chiba) ist ein japanischer Politiker (Demokratische Partei → Shintō Kizuna → Kokumin no Seikatsu ga Daiichi → Nippon Mirai no Tō → Shintō Daichi → Kibō no Tō → „alte“ Demokratische Volkspartei → „neue“ Konstitutionell-Demokratische Partei → Nippon Ishin no Kai). Er war von 2003 bis 2012 Mitglied des Abgeordnetenhauses, dem Unterhaus des nationalen Parlaments. Ab 2011 war er Vorsitzender der von der Demokratischen Partei abgespaltenen Shintō Kizuna, die 2012 in der Nippon Mirai no Tō aufging.
Uchiyama absolvierte die betriebswirtschaftliche Fakultät der Senshū-Universität und ist shakaihokenrōmushi, ein Rechtsexperte für Arbeits- und Sozialversicherungsangelegenheiten. 1987 übernahm er die Leitung der Kanzlei für Arbeitsangelegenheiten Uchiyama rōmu kanri jimusho. 1995 gründete er das Rentenberatungsunternehmen Nenkin Life (年金ライフ), das er bis heute führt.
In die Politik stieß Uchiyama bei der Abgeordnetenhauswahl 2000 vor, als er für die Demokratische Partei im 7. Wahlkreis Chiba kandidierte, aber Amtsinhaber Kazuna Matsumoto (LDP) unterlag. Im zweiten Anlauf 2003 konnte er Matsumoto schlagen und wurde seither zweimal wiedergewählt – 2005 nur über den Verhältniswahlblock Süd-Kantō, 2009 wieder in seinem Wahlkreis. 2006 hatte bei einer Nachwahl Kazumi Ōta seine Wahlkreiskandidatur übernommen und gewann, aber 2007 hatte Ichirō Ozawa Uchiyama für die Wahl 2009 wieder eingesetzt. Im Shūgiin war er unter anderem Mitglied des Ausschusses für Rechnungsprüfung und Verwaltungsaufsicht und des Sonderausschusses für die Entführungsfrage. Nach der Regierungsübernahme durch die Demokraten 2009 war er im Parteivorstand Vizevorsitzender des Ausschusses für Parlamentsangelegenheiten, von 2010 bis 2011 während des Kabinetts Kan parlamentarischer Staatssekretär (seimujikan) im Ministerium für allgemeine Angelegenheiten.
Im Dezember 2011 verließ Uchiyama gemeinsam mit acht weiteren Abgeordneten die Demokratische Partei, die vor allem gegen die vom Parteivorsitzenden Yoshihiko Noda geplante baldige Mehrwertsteuererhöhung opponieren, und wurde Vorsitzender der neuen Shintō Kizuna.
Bei der Abgeordnetenhauswahl 2012 verlor Uchiyama den 7. Wahlkreis Chiba mit nur 10,6 % der Stimmen als Vierter an Ken Saitō (LDP) und verfehlte mit diesem Wahlkreisergebnis auch eine Wiederwahl im Verhältniswahlblock deutlich.
Bei der Wahl 2013 zum Rätehaus, dem Oberhaus des Nationalparlaments, kandidierte er für die Neue Partei Daichi bei der nationalen Verhältniswahl. Uchiyama erreichte mit landesweit 6.828 Stimmen den dritten Platz auf der Daichi-Liste; aber die Partei verpasste mit 1,0 % der Verhältniswahlstimmen insgesamt ohnehin einen Verhältniswahlsitz. Bei der Abgeordnetenhauswahl 2017 kandidierte er erfolglos im Wahlkreis Okayama 3 für die Partei der Hoffnung, 2021 wieder im Wahlkreis Chiba 7 für die Nippon Ishin no Kai.